# Río Chico (departement van Santa Cruz)
Río Chico (Santa Cruz) is een departement in de Argentijnse provincie Santa Cruz. Het departement (Spaans:  departamento) heeft een oppervlakte van 34.262 km² en telt 2.926 inwoners.

## Plaatsen in departement Río Chico
- Bajo Caracoles
- Gobernador Gregores
- Hipólito Yrigoyen
- Lago Posadas
- Río Blanco
- Río Olnie
- Tamel Aike